# Tour de Suisse 2002
La 66e édition du Tour de Suisse a lieu du 18 juin au 27 juin 2002. La course se déroule sur un format de dix étapes, au départ de Lucerne dans le canton du même nom.

## Présentation

### Équipes
17 équipes participent à ce Tour de Suisse. On retrouve quinze équipes de 1re division et deux équipes de deuxième division :
| Groupes sportifs I (15)- Acqua & Sapone-Cantina Tollo - AG2R Prévoyance - Domo-Farm Frites - Gerolsteiner - Fassa Bortolo - Fdjeux.com - Index-Alexia Alluminio - Lampre-Daikin - Mapei-Quick Step - Phonak Hearing Systems - Rabobank - Saeco-Longoni Sport - Tacconi Sport - Team Coast - Telekom Groupes sportifs II (2)- Alessio - Saint-Quentin-Oktos |
| |

## Étapes
| Étape     | Date    | Villes étapes           | type                        | Distance (km) | Vainqueur d'étape    | Leader du classement général |
| --------- | ------- | ----------------------- | --------------------------- | ------------- | -------------------- | ---------------------------- |
| Prologue  | 18 juin | Lucerne – Lucerne       | contre-la-montre individuel | 5,7           | Alex Zülle           | Alex Zülle                   |
| 1re étape | 19 juin | Lucerne – Schaffhouse   | étape de plaine             | 171           | Eddy Lembo           | Eddy Lembo                   |
| 2e étape  | 20 juin | Schaffhouse – Domat/Ems | étape de plaine             | 191           | Erik Zabel           | Eddy Lembo                   |
| 3e étape  | 21 juin | Domat/Ems – Samnaun     | étape de montagne           | 158           | Alexandre Vinokourov | Alex Zülle                   |
| 4e étape  | 22 juin | Coire – Ambrì           | étape vallonnée             | 160           | Léon van Bon         | Alex Zülle                   |
| 5e étape  | 23 juin | Meiringen – Meiringen   | étape de montagne           | 149           | Francesco Casagrande | Alex Zülle                   |
| 6e étape  | 24 juin | Interlaken – Verbier    | étape de montagne           | 177           | Alexandre Moos       | Alex Zülle                   |
| 7e étape  | 25 juin | Martigny – Vevey        | étape de plaine             | 170,9         | Juan Manuel Gárate   | Alex Zülle                   |
| 8e étape  | 26 juin | Vevey – Lyss            | étape de plaine             | 228,9         | Erik Zabel           | Alex Zülle                   |
| 9e étape  | 27 juin | Lyss – Bienne           | contre-la-montre individuel | 34,9          | Tobias Steinhauser   | Alex Zülle                   |

## Classement par étapes

### Prologue
| \| Classement de l'étape \| Classement de l'étape \| Classement de l'étape \| Classement de l'étape \| Classement de l'étape \| \| Coureur \| Coureur \| Pays \| Équipe \| Temps \| \| --------------------- \| --------------------- \| --------------------- \| ---------------------- \| --------------------- \| \| 1er \| Alex Zülle \| Suisse \| Team Coast \| 7 min 37 s \| \| 2e \| Giuseppe Di Grande \| Italie \| Index-Alexia Alluminio \| + 6 s \| \| 3e \| Laurent Dufaux \| Suisse \| Alessio \| + 7 s \| \| 4e \| Davide Rebellin \| Italie \| Gerolsteiner \| + 7 s \| \| 5e \| Tobias Steinhauser \| Allemagne \| Gerolsteiner \| + 7 s \| \| 6e \| Uwe Peschel \| Allemagne \| Gerolsteiner \| + 10 s \| \| 7e \| Paolo Savoldelli \| Italie \| Index-Alexia Alluminio \| + 11 s \| \| 8e \| Bobby Julich \| États-Unis \| Telekom \| + 12 s \| \| 9e \| Francesco Casagrande \| Italie \| Fassa Bortolo \| + 12 s \| \| 10e \| Daniel Schnider \| Suisse \| Phonak Hearing Systems \| + 13 s \| |                      |            |                        |            |
| |                      |            |                        |            |
| |                      |            |                        |            |
| Classement de l'étape |                      |            |                        |            |
| Coureur | Coureur              | Pays       | Équipe                 | Temps      |
| 1er | Alex Zülle           | Suisse     | Team Coast             | 7 min 37 s |
| 2e | Giuseppe Di Grande   | Italie     | Index-Alexia Alluminio | + 6 s      |
| 3e | Laurent Dufaux       | Suisse     | Alessio                | + 7 s      |
| 4e | Davide Rebellin      | Italie     | Gerolsteiner           | + 7 s      |
| 5e | Tobias Steinhauser   | Allemagne  | Gerolsteiner           | + 7 s      |
| 6e | Uwe Peschel          | Allemagne  | Gerolsteiner           | + 10 s     |
| 7e | Paolo Savoldelli     | Italie     | Index-Alexia Alluminio | + 11 s     |
| 8e | Bobby Julich         | États-Unis | Telekom                | + 12 s     |
| 9e | Francesco Casagrande | Italie     | Fassa Bortolo          | + 12 s     |
| 10e | Daniel Schnider      | Suisse     | Phonak Hearing Systems | + 13 s     |

| \| Classement général \| Classement général \| Classement général \| Classement général \| Classement général \| \| Coureur \| Coureur \| Pays \| Équipe \| Temps \| \| ------------------ \| -------------------- \| ------------------ \| ---------------------- \| ------------------ \| \| 1er \| Alex Zülle \| Suisse \| Team Coast \| 7 min 37 s \| \| 2e \| Giuseppe Di Grande \| Italie \| Index-Alexia Alluminio \| + 6 s \| \| 3e \| Laurent Dufaux \| Suisse \| Alessio \| + 7 s \| \| 4e \| Davide Rebellin \| Italie \| Gerolsteiner \| + 7 s \| \| 5e \| Tobias Steinhauser \| Allemagne \| Gerolsteiner \| + 7 s \| \| 6e \| Uwe Peschel \| Allemagne \| Gerolsteiner \| + 10 s \| \| 7e \| Paolo Savoldelli \| Italie \| Index-Alexia Alluminio \| + 11 s \| \| 8e \| Bobby Julich \| États-Unis \| Telekom \| + 12 s \| \| 9e \| Francesco Casagrande \| Italie \| Fassa Bortolo \| + 12 s \| \| 10e \| Daniel Schnider \| Suisse \| Phonak Hearing Systems \| + 13 s \| |                      |            |                        |            |
| |                      |            |                        |            |
| |                      |            |                        |            |
| Classement général |                      |            |                        |            |
| Coureur | Coureur              | Pays       | Équipe                 | Temps      |
| 1er | Alex Zülle           | Suisse     | Team Coast             | 7 min 37 s |
| 2e | Giuseppe Di Grande   | Italie     | Index-Alexia Alluminio | + 6 s      |
| 3e | Laurent Dufaux       | Suisse     | Alessio                | + 7 s      |
| 4e | Davide Rebellin      | Italie     | Gerolsteiner           | + 7 s      |
| 5e | Tobias Steinhauser   | Allemagne  | Gerolsteiner           | + 7 s      |
| 6e | Uwe Peschel          | Allemagne  | Gerolsteiner           | + 10 s     |
| 7e | Paolo Savoldelli     | Italie     | Index-Alexia Alluminio | + 11 s     |
| 8e | Bobby Julich         | États-Unis | Telekom                | + 12 s     |
| 9e | Francesco Casagrande | Italie     | Fassa Bortolo          | + 12 s     |
| 10e | Daniel Schnider      | Suisse     | Phonak Hearing Systems | + 13 s     |

### 1reétape
| \| Classement de l'étape \| Classement de l'étape \| Classement de l'étape \| Classement de l'étape \| Classement de l'étape \| \| Coureur \| Coureur \| Pays \| Équipe \| Temps \| \| --------------------- \| ------------------------------ \| --------------------- \| ---------------------------- \| --------------------- \| \| 1er \| Eddy Lembo \| France \| Saint-Quentin-Oktos \| 4 h 18 min 36 s \| \| 2e \| Sven Teutenberg \| Allemagne \| Phonak Hearing Systems \| + 0 s \| \| 3e \| Fred Rodriguez \| États-Unis \| Domo-Farm Frites \| + 0 s \| \| 4e \| Miguel Ángel Martín Perdiguero \| Espagne \| Acqua & Sapone-Cantina Tollo \| + 0 s \| \| 5e \| Daniele Bennati \| Italie \| Acqua & Sapone-Cantina Tollo \| + 0 s \| \| 6e \| Fabio Sacchi \| Italie \| Saeco-Longoni Sport \| + 0 s \| \| 7e \| Andy Flickinger \| France \| AG2R Prévoyance \| + 0 s \| \| 8e \| Markus Zberg \| Suisse \| Rabobank \| + 0 s \| \| 9e \| Erik Zabel \| Allemagne \| Telekom \| + 0 s \| \| 10e \| Stefano Casagranda \| Italie \| Alessio \| + 0 s \| |                                |            |                              |                 |
| |                                |            |                              |                 |
| |                                |            |                              |                 |
| Classement de l'étape |                                |            |                              |                 |
| Coureur | Coureur                        | Pays       | Équipe                       | Temps           |
| 1er | Eddy Lembo                     | France     | Saint-Quentin-Oktos          | 4 h 18 min 36 s |
| 2e | Sven Teutenberg                | Allemagne  | Phonak Hearing Systems       | + 0 s           |
| 3e | Fred Rodriguez                 | États-Unis | Domo-Farm Frites             | + 0 s           |
| 4e | Miguel Ángel Martín Perdiguero | Espagne    | Acqua & Sapone-Cantina Tollo | + 0 s           |
| 5e | Daniele Bennati                | Italie     | Acqua & Sapone-Cantina Tollo | + 0 s           |
| 6e | Fabio Sacchi                   | Italie     | Saeco-Longoni Sport          | + 0 s           |
| 7e | Andy Flickinger                | France     | AG2R Prévoyance              | + 0 s           |
| 8e | Markus Zberg                   | Suisse     | Rabobank                     | + 0 s           |
| 9e | Erik Zabel                     | Allemagne  | Telekom                      | + 0 s           |
| 10e | Stefano Casagranda             | Italie     | Alessio                      | + 0 s           |

| \| Classement général \| Classement général \| Classement général \| Classement général \| Classement général \| \| Coureur \| Coureur \| Pays \| Équipe \| Temps \| \| ------------------ \| -------------------- \| ------------------ \| ---------------------- \| ------------------ \| \| 1er \| Eddy Lembo \| France \| Saint-Quentin-Oktos \| 4 h 26 min 32 s \| \| 2e \| Alex Zülle \| Suisse \| Team Coast \| + 49 s \| \| 3e \| Giuseppe Di Grande \| Italie \| Index-Alexia Alluminio \| + 55 s \| \| 4e \| Laurent Dufaux \| Suisse \| Alessio \| + 56 s \| \| 5e \| Davide Rebellin \| Italie \| Gerolsteiner \| + 56 s \| \| 6e \| Tobias Steinhauser \| Allemagne \| Gerolsteiner \| + 56 s \| \| 7e \| Uwe Peschel \| Allemagne \| Gerolsteiner \| + 59 s \| \| 8e \| Paolo Savoldelli \| Italie \| Index-Alexia Alluminio \| + 1 min 00 s \| \| 9e \| Bobby Julich \| États-Unis \| Telekom \| + 1 min 01 s \| \| 10e \| Francesco Casagrande \| Italie \| Fassa Bortolo \| + 1 min 01 s \| |                      |            |                        |                 |
| |                      |            |                        |                 |
| |                      |            |                        |                 |
| Classement général |                      |            |                        |                 |
| Coureur | Coureur              | Pays       | Équipe                 | Temps           |
| 1er | Eddy Lembo           | France     | Saint-Quentin-Oktos    | 4 h 26 min 32 s |
| 2e | Alex Zülle           | Suisse     | Team Coast             | + 49 s          |
| 3e | Giuseppe Di Grande   | Italie     | Index-Alexia Alluminio | + 55 s          |
| 4e | Laurent Dufaux       | Suisse     | Alessio                | + 56 s          |
| 5e | Davide Rebellin      | Italie     | Gerolsteiner           | + 56 s          |
| 6e | Tobias Steinhauser   | Allemagne  | Gerolsteiner           | + 56 s          |
| 7e | Uwe Peschel          | Allemagne  | Gerolsteiner           | + 59 s          |
| 8e | Paolo Savoldelli     | Italie     | Index-Alexia Alluminio | + 1 min 00 s    |
| 9e | Bobby Julich         | États-Unis | Telekom                | + 1 min 01 s    |
| 10e | Francesco Casagrande | Italie     | Fassa Bortolo          | + 1 min 01 s    |

### 2eétape
| \| Classement de l'étape \| Classement de l'étape \| Classement de l'étape \| Classement de l'étape \| Classement de l'étape \| \| Coureur \| Coureur \| Pays \| Équipe \| Temps \| \| --------------------- \| --------------------- \| --------------------- \| ---------------------------- \| --------------------- \| \| 1er \| Erik Zabel \| Allemagne \| Telekom \| 4 h 15 min 20 s \| \| 2e \| Sven Teutenberg \| Allemagne \| Phonak Hearing Systems \| + 0 s \| \| 3e \| Dario Pieri \| Italie \| Alessio \| + 0 s \| \| 4e \| Salvatore Commesso \| Italie \| Saeco-Longoni Sport \| + 0 s \| \| 5e \| Sven Vanthourenhout \| Belgique \| Domo-Farm Frites \| + 0 s \| \| 6e \| Fabio Sacchi \| Italie \| Saeco-Longoni Sport \| + 0 s \| \| 7e \| Federico Giabbecucci \| Italie \| Acqua & Sapone-Cantina Tollo \| + 0 s \| \| 8e \| Fred Rodriguez \| États-Unis \| Domo-Farm Frites \| + 0 s \| \| 9e \| Robert Hunter \| Afrique du Sud \| Mapei-Quick Step \| + 0 s \| \| 10e \| Christophe Agnolutto \| France \| AG2R Prévoyance \| + 0 s \| |                      |                |                              |                 |
| |                      |                |                              |                 |
| |                      |                |                              |                 |
| Classement de l'étape |                      |                |                              |                 |
| Coureur | Coureur              | Pays           | Équipe                       | Temps           |
| 1er | Erik Zabel           | Allemagne      | Telekom                      | 4 h 15 min 20 s |
| 2e | Sven Teutenberg      | Allemagne      | Phonak Hearing Systems       | + 0 s           |
| 3e | Dario Pieri          | Italie         | Alessio                      | + 0 s           |
| 4e | Salvatore Commesso   | Italie         | Saeco-Longoni Sport          | + 0 s           |
| 5e | Sven Vanthourenhout  | Belgique       | Domo-Farm Frites             | + 0 s           |
| 6e | Fabio Sacchi         | Italie         | Saeco-Longoni Sport          | + 0 s           |
| 7e | Federico Giabbecucci | Italie         | Acqua & Sapone-Cantina Tollo | + 0 s           |
| 8e | Fred Rodriguez       | États-Unis     | Domo-Farm Frites             | + 0 s           |
| 9e | Robert Hunter        | Afrique du Sud | Mapei-Quick Step             | + 0 s           |
| 10e | Christophe Agnolutto | France         | AG2R Prévoyance              | + 0 s           |

| \| Classement général \| Classement général \| Classement général \| Classement général \| Classement général \| \| Coureur \| Coureur \| Pays \| Équipe \| Temps \| \| ------------------ \| -------------------- \| ------------------ \| ---------------------- \| ------------------ \| \| 1er \| Eddy Lembo \| France \| Saint-Quentin-Oktos \| 8 h 41 min 52 s \| \| 2e \| Alex Zülle \| Suisse \| Team Coast \| + 49 s \| \| 3e \| Giuseppe Di Grande \| Italie \| Index-Alexia Alluminio \| + 55 s \| \| 4e \| Laurent Dufaux \| Suisse \| Alessio \| + 56 s \| \| 5e \| Davide Rebellin \| Italie \| Gerolsteiner \| + 56 s \| \| 6e \| Tobias Steinhauser \| Allemagne \| Gerolsteiner \| + 56 s \| \| 7e \| Uwe Peschel \| Allemagne \| Gerolsteiner \| + 59 s \| \| 8e \| Paolo Savoldelli \| Italie \| Index-Alexia Alluminio \| + 1 min 00 s \| \| 9e \| Francesco Casagrande \| Italie \| Fassa Bortolo \| + 1 min 00 s \| \| 10e \| Bobby Julich \| États-Unis \| Telekom \| + 1 min 01 s \| |                      |            |                        |                 |
| |                      |            |                        |                 |
| |                      |            |                        |                 |
| Classement général |                      |            |                        |                 |
| Coureur | Coureur              | Pays       | Équipe                 | Temps           |
| 1er | Eddy Lembo           | France     | Saint-Quentin-Oktos    | 8 h 41 min 52 s |
| 2e | Alex Zülle           | Suisse     | Team Coast             | + 49 s          |
| 3e | Giuseppe Di Grande   | Italie     | Index-Alexia Alluminio | + 55 s          |
| 4e | Laurent Dufaux       | Suisse     | Alessio                | + 56 s          |
| 5e | Davide Rebellin      | Italie     | Gerolsteiner           | + 56 s          |
| 6e | Tobias Steinhauser   | Allemagne  | Gerolsteiner           | + 56 s          |
| 7e | Uwe Peschel          | Allemagne  | Gerolsteiner           | + 59 s          |
| 8e | Paolo Savoldelli     | Italie     | Index-Alexia Alluminio | + 1 min 00 s    |
| 9e | Francesco Casagrande | Italie     | Fassa Bortolo          | + 1 min 00 s    |
| 10e | Bobby Julich         | États-Unis | Telekom                | + 1 min 01 s    |

### 3eétape
| \| Classement de l'étape \| Classement de l'étape \| Classement de l'étape \| Classement de l'étape \| Classement de l'étape \| \| Coureur \| Coureur \| Pays \| Équipe \| Temps \| \| --------------------- \| --------------------- \| --------------------- \| --------------------- \| --------------------- \| \| 1er \| Alexandre Vinokourov \| Kazakhstan \| Telekom \| 4 h 23 min 29 s \| \| 2e \| Alex Zülle \| Suisse \| Team Coast \| + 3 s \| \| 3e \| Laurent Dufaux \| Suisse \| Alessio \| + 3 s \| \| 4e \| Pavel Tonkov \| Russie \| Lampre-Daikin \| + 9 s \| \| 5e \| Peter Luttenberger \| Autriche \| Tacconi Sport \| + 9 s \| \| 6e \| Piotr Wadecki \| Pologne \| Domo-Farm Frites \| + 9 s \| \| 7e \| Nicolas Fritsch \| France \| La Française des jeux \| + 12 s \| \| 8e \| Kim Kirchen \| Luxembourg \| Fassa Bortolo \| + 49 s \| \| 9e \| Gerhard Trampusch \| Autriche \| Mapei-Quick Step \| + 1 min 26 s \| \| 10e \| Tadej Valjavec \| Slovénie \| Fassa Bortolo \| + 1 min 26 s \| |                      |            |                       |                 |
| |                      |            |                       |                 |
| |                      |            |                       |                 |
| Classement de l'étape |                      |            |                       |                 |
| Coureur | Coureur              | Pays       | Équipe                | Temps           |
| 1er | Alexandre Vinokourov | Kazakhstan | Telekom               | 4 h 23 min 29 s |
| 2e | Alex Zülle           | Suisse     | Team Coast            | + 3 s           |
| 3e | Laurent Dufaux       | Suisse     | Alessio               | + 3 s           |
| 4e | Pavel Tonkov         | Russie     | Lampre-Daikin         | + 9 s           |
| 5e | Peter Luttenberger   | Autriche   | Tacconi Sport         | + 9 s           |
| 6e | Piotr Wadecki        | Pologne    | Domo-Farm Frites      | + 9 s           |
| 7e | Nicolas Fritsch      | France     | La Française des jeux | + 12 s          |
| 8e | Kim Kirchen          | Luxembourg | Fassa Bortolo         | + 49 s          |
| 9e | Gerhard Trampusch    | Autriche   | Mapei-Quick Step      | + 1 min 26 s    |
| 10e | Tadej Valjavec       | Slovénie   | Fassa Bortolo         | + 1 min 26 s    |

| \| Classement général \| Classement général \| Classement général \| Classement général \| Classement général \| \| Coureur \| Coureur \| Pays \| Équipe \| Temps \| \| ------------------ \| -------------------- \| ------------------ \| --------------------- \| ------------------ \| \| 1er \| Alex Zülle \| Suisse \| Team Coast \| 13 h 06 min 07 s \| \| 2e \| Alexandre Vinokourov \| Kazakhstan \| Telekom \| + 6 s \| \| 3e \| Laurent Dufaux \| Suisse \| Alessio \| + 9 s \| \| 4e \| Piotr Wadecki \| Pologne \| Domo-Farm Frites \| + 30 s \| \| 5e \| Nicolas Fritsch \| France \| La Française des jeux \| + 38 s \| \| 6e \| Pavel Tonkov \| Russie \| Lampre-Daikin \| + 49 s \| \| 7e \| Peter Luttenberger \| Autriche \| Tacconi Sport \| + 52 s \| \| 8e \| Kim Kirchen \| Luxembourg \| Fassa Bortolo \| + 1 min 07 s \| \| 9e \| Gerhard Trampusch \| Autriche \| Mapei-Quick Step \| + 1 min 41 s \| \| 10e \| Georg Totschnig \| Autriche \| Gerolsteiner \| + 1 min 48 s \| |                      |            |                       |                  |
| |                      |            |                       |                  |
| |                      |            |                       |                  |
| Classement général |                      |            |                       |                  |
| Coureur | Coureur              | Pays       | Équipe                | Temps            |
| 1er | Alex Zülle           | Suisse     | Team Coast            | 13 h 06 min 07 s |
| 2e | Alexandre Vinokourov | Kazakhstan | Telekom               | + 6 s            |
| 3e | Laurent Dufaux       | Suisse     | Alessio               | + 9 s            |
| 4e | Piotr Wadecki        | Pologne    | Domo-Farm Frites      | + 30 s           |
| 5e | Nicolas Fritsch      | France     | La Française des jeux | + 38 s           |
| 6e | Pavel Tonkov         | Russie     | Lampre-Daikin         | + 49 s           |
| 7e | Peter Luttenberger   | Autriche   | Tacconi Sport         | + 52 s           |
| 8e | Kim Kirchen          | Luxembourg | Fassa Bortolo         | + 1 min 07 s     |
| 9e | Gerhard Trampusch    | Autriche   | Mapei-Quick Step      | + 1 min 41 s     |
| 10e | Georg Totschnig      | Autriche   | Gerolsteiner          | + 1 min 48 s     |

### 4eétape
| \| Classement de l'étape \| Classement de l'étape \| Classement de l'étape \| Classement de l'étape \| Classement de l'étape \| \| Coureur \| Coureur \| Pays \| Équipe \| Temps \| \| --------------------- \| --------------------- \| --------------------- \| ---------------------- \| --------------------- \| \| 1er \| Léon van Bon \| Pays-Bas \| Domo-Farm Frites \| 4 h 23 min 18 s \| \| 2e \| Daniele Nardello \| Italie \| Mapei-Quick Step \| + 0 s \| \| 3e \| Charles Wegelius \| Royaume-Uni \| Mapei-Quick Step \| + 0 s \| \| 4e \| Alexandre Moos \| Suisse \| Phonak Hearing Systems \| + 0 s \| \| 5e \| Steve Zampieri \| Suisse \| Tacconi Sport \| + 5 s \| \| 6e \| Erik Zabel \| Allemagne \| Telekom \| + 12 s \| \| 7e \| Markus Zberg \| Suisse \| Rabobank \| + 12 s \| \| 8e \| Fred Rodriguez \| États-Unis \| Domo-Farm Frites \| + 12 s \| \| 9e \| Carlos Da Cruz \| France \| La Française des jeux \| + 12 s \| \| 10e \| Salvatore Commesso \| Italie \| Saeco-Longoni Sport \| + 12 s \| |                    |             |                        |                 |
| |                    |             |                        |                 |
| |                    |             |                        |                 |
| Classement de l'étape |                    |             |                        |                 |
| Coureur | Coureur            | Pays        | Équipe                 | Temps           |
| 1er | Léon van Bon       | Pays-Bas    | Domo-Farm Frites       | 4 h 23 min 18 s |
| 2e | Daniele Nardello   | Italie      | Mapei-Quick Step       | + 0 s           |
| 3e | Charles Wegelius   | Royaume-Uni | Mapei-Quick Step       | + 0 s           |
| 4e | Alexandre Moos     | Suisse      | Phonak Hearing Systems | + 0 s           |
| 5e | Steve Zampieri     | Suisse      | Tacconi Sport          | + 5 s           |
| 6e | Erik Zabel         | Allemagne   | Telekom                | + 12 s          |
| 7e | Markus Zberg       | Suisse      | Rabobank               | + 12 s          |
| 8e | Fred Rodriguez     | États-Unis  | Domo-Farm Frites       | + 12 s          |
| 9e | Carlos Da Cruz     | France      | La Française des jeux  | + 12 s          |
| 10e | Salvatore Commesso | Italie      | Saeco-Longoni Sport    | + 12 s          |

| \| Classement général \| Classement général \| Classement général \| Classement général \| Classement général \| \| Coureur \| Coureur \| Pays \| Équipe \| Temps \| \| ------------------ \| -------------------- \| ------------------ \| --------------------- \| ------------------ \| \| 1er \| Alex Zülle \| Suisse \| Team Coast \| 17 h 29 min 37 s \| \| 2e \| Alexandre Vinokourov \| Kazakhstan \| Telekom \| + 6 s \| \| 3e \| Laurent Dufaux \| Suisse \| Alessio \| + 9 s \| \| 4e \| Piotr Wadecki \| Pologne \| Domo-Farm Frites \| + 30 s \| \| 5e \| Nicolas Fritsch \| France \| La Française des jeux \| + 38 s \| \| 6e \| Pavel Tonkov \| Russie \| Lampre-Daikin \| + 49 s \| \| 7e \| Peter Luttenberger \| Autriche \| Tacconi Sport \| + 52 s \| \| 8e \| Gerhard Trampusch \| Autriche \| Mapei-Quick Step \| + 1 min 41 s \| \| 9e \| Georg Totschnig \| Autriche \| Gerolsteiner \| + 1 min 48 s \| \| 10e \| Tadej Valjavec \| Slovénie \| Fassa Bortolo \| + 1 min 52 s \| |                      |            |                       |                  |
| |                      |            |                       |                  |
| |                      |            |                       |                  |
| Classement général |                      |            |                       |                  |
| Coureur | Coureur              | Pays       | Équipe                | Temps            |
| 1er | Alex Zülle           | Suisse     | Team Coast            | 17 h 29 min 37 s |
| 2e | Alexandre Vinokourov | Kazakhstan | Telekom               | + 6 s            |
| 3e | Laurent Dufaux       | Suisse     | Alessio               | + 9 s            |
| 4e | Piotr Wadecki        | Pologne    | Domo-Farm Frites      | + 30 s           |
| 5e | Nicolas Fritsch      | France     | La Française des jeux | + 38 s           |
| 6e | Pavel Tonkov         | Russie     | Lampre-Daikin         | + 49 s           |
| 7e | Peter Luttenberger   | Autriche   | Tacconi Sport         | + 52 s           |
| 8e | Gerhard Trampusch    | Autriche   | Mapei-Quick Step      | + 1 min 41 s     |
| 9e | Georg Totschnig      | Autriche   | Gerolsteiner          | + 1 min 48 s     |
| 10e | Tadej Valjavec       | Slovénie   | Fassa Bortolo         | + 1 min 52 s     |

### 5eétape
| \| Classement de l'étape \| Classement de l'étape \| Classement de l'étape \| Classement de l'étape \| Classement de l'étape \| \| Coureur \| Coureur \| Pays \| Équipe \| Temps \| \| --------------------- \| --------------------- \| --------------------- \| ---------------------- \| --------------------- \| \| 1er \| Francesco Casagrande \| Italie \| Fassa Bortolo \| 4 h 37 min 35 s \| \| 2e \| Alexandre Moos \| Suisse \| Phonak Hearing Systems \| + 0 s \| \| 3e \| Piotr Wadecki \| Pologne \| Domo-Farm Frites \| + 15 s \| \| 4e \| Laurent Dufaux \| Suisse \| Alessio \| + 15 s \| \| 5e \| Alex Zülle \| Suisse \| Team Coast \| + 15 s \| \| 6e \| Giuseppe Di Grande \| Italie \| Index-Alexia Alluminio \| + 15 s \| \| 7e \| Peter Luttenberger \| Autriche \| Tacconi Sport \| + 15 s \| \| 8e \| Pavel Tonkov \| Russie \| Lampre-Daikin \| + 15 s \| \| 9e \| Nicolas Fritsch \| France \| La Française des jeux \| + 15 s \| \| 10e \| Georg Totschnig \| Autriche \| Gerolsteiner \| + 15 s \| |                      |          |                        |                 |
| |                      |          |                        |                 |
| |                      |          |                        |                 |
| Classement de l'étape |                      |          |                        |                 |
| Coureur | Coureur              | Pays     | Équipe                 | Temps           |
| 1er | Francesco Casagrande | Italie   | Fassa Bortolo          | 4 h 37 min 35 s |
| 2e | Alexandre Moos       | Suisse   | Phonak Hearing Systems | + 0 s           |
| 3e | Piotr Wadecki        | Pologne  | Domo-Farm Frites       | + 15 s          |
| 4e | Laurent Dufaux       | Suisse   | Alessio                | + 15 s          |
| 5e | Alex Zülle           | Suisse   | Team Coast             | + 15 s          |
| 6e | Giuseppe Di Grande   | Italie   | Index-Alexia Alluminio | + 15 s          |
| 7e | Peter Luttenberger   | Autriche | Tacconi Sport          | + 15 s          |
| 8e | Pavel Tonkov         | Russie   | Lampre-Daikin          | + 15 s          |
| 9e | Nicolas Fritsch      | France   | La Française des jeux  | + 15 s          |
| 10e | Georg Totschnig      | Autriche | Gerolsteiner           | + 15 s          |

| \| Classement général \| Classement général \| Classement général \| Classement général \| Classement général \| \| Coureur \| Coureur \| Pays \| Équipe \| Temps \| \| ------------------ \| ------------------ \| ------------------ \| ---------------------- \| ------------------ \| \| 1er \| Alex Zülle \| Suisse \| Team Coast \| 22 h 07 min 27 s \| \| 2e \| Laurent Dufaux \| Suisse \| Alessio \| + 9 s \| \| 3e \| Piotr Wadecki \| Pologne \| Domo-Farm Frites \| + 25 s \| \| 4e \| Nicolas Fritsch \| France \| La Française des jeux \| + 38 s \| \| 5e \| Pavel Tonkov \| Russie \| Lampre-Daikin \| + 49 s \| \| 6e \| Peter Luttenberger \| Autriche \| Tacconi Sport \| + 52 s \| \| 7e \| Georg Totschnig \| Autriche \| Gerolsteiner \| + 1 min 47 s \| \| 8e \| Tadej Valjavec \| Slovénie \| Fassa Bortolo \| + 1 min 52 s \| \| 9e \| Giuseppe Di Grande \| Italie \| Index-Alexia Alluminio \| + 2 min 09 s \| \| 10e \| Gerhard Trampusch \| Autriche \| Mapei-Quick Step \| + 4 min 13 s \| |                    |          |                        |                  |
| |                    |          |                        |                  |
| |                    |          |                        |                  |
| Classement général |                    |          |                        |                  |
| Coureur | Coureur            | Pays     | Équipe                 | Temps            |
| 1er | Alex Zülle         | Suisse   | Team Coast             | 22 h 07 min 27 s |
| 2e | Laurent Dufaux     | Suisse   | Alessio                | + 9 s            |
| 3e | Piotr Wadecki      | Pologne  | Domo-Farm Frites       | + 25 s           |
| 4e | Nicolas Fritsch    | France   | La Française des jeux  | + 38 s           |
| 5e | Pavel Tonkov       | Russie   | Lampre-Daikin          | + 49 s           |
| 6e | Peter Luttenberger | Autriche | Tacconi Sport          | + 52 s           |
| 7e | Georg Totschnig    | Autriche | Gerolsteiner           | + 1 min 47 s     |
| 8e | Tadej Valjavec     | Slovénie | Fassa Bortolo          | + 1 min 52 s     |
| 9e | Giuseppe Di Grande | Italie   | Index-Alexia Alluminio | + 2 min 09 s     |
| 10e | Gerhard Trampusch  | Autriche | Mapei-Quick Step       | + 4 min 13 s     |

### 6eétape
| \| Classement de l'étape \| Classement de l'étape \| Classement de l'étape \| Classement de l'étape \| Classement de l'étape \| \| Coureur \| Coureur \| Pays \| Équipe \| Temps \| \| --------------------- \| --------------------- \| --------------------- \| ---------------------- \| --------------------- \| \| 1er \| Alexandre Moos \| Suisse \| Phonak Hearing Systems \| 4 h 21 min 12 s \| \| 2e \| Francesco Casagrande \| Italie \| Fassa Bortolo \| + 5 s \| \| 3e \| Peter Luttenberger \| Autriche \| Tacconi Sport \| + 29 s \| \| 4e \| Piotr Wadecki \| Pologne \| Domo-Farm Frites \| + 39 s \| \| 5e \| Alex Zülle \| Suisse \| Team Coast \| + 39 s \| \| 6e \| Nicolas Fritsch \| France \| La Française des jeux \| + 41 s \| \| 7e \| Laurent Dufaux \| Suisse \| Alessio \| + 41 s \| \| 8e \| Georg Totschnig \| Autriche \| Gerolsteiner \| + 44 s \| \| 9e \| Tadej Valjavec \| Slovénie \| Fassa Bortolo \| + 44 s \| \| 10e \| Giuseppe Di Grande \| Italie \| Index-Alexia Alluminio \| + 47 s \| |                      |          |                        |                 |
| |                      |          |                        |                 |
| |                      |          |                        |                 |
| Classement de l'étape |                      |          |                        |                 |
| Coureur | Coureur              | Pays     | Équipe                 | Temps           |
| 1er | Alexandre Moos       | Suisse   | Phonak Hearing Systems | 4 h 21 min 12 s |
| 2e | Francesco Casagrande | Italie   | Fassa Bortolo          | + 5 s           |
| 3e | Peter Luttenberger   | Autriche | Tacconi Sport          | + 29 s          |
| 4e | Piotr Wadecki        | Pologne  | Domo-Farm Frites       | + 39 s          |
| 5e | Alex Zülle           | Suisse   | Team Coast             | + 39 s          |
| 6e | Nicolas Fritsch      | France   | La Française des jeux  | + 41 s          |
| 7e | Laurent Dufaux       | Suisse   | Alessio                | + 41 s          |
| 8e | Georg Totschnig      | Autriche | Gerolsteiner           | + 44 s          |
| 9e | Tadej Valjavec       | Slovénie | Fassa Bortolo          | + 44 s          |
| 10e | Giuseppe Di Grande   | Italie   | Index-Alexia Alluminio | + 47 s          |

| \| Classement général \| Classement général \| Classement général \| Classement général \| Classement général \| \| Coureur \| Coureur \| Pays \| Équipe \| Temps \| \| ------------------ \| ------------------ \| ------------------ \| ---------------------- \| ------------------ \| \| 1er \| Alex Zülle \| Suisse \| Team Coast \| 26 h 29 min 18 s \| \| 2e \| Laurent Dufaux \| Suisse \| Alessio \| + 11 s \| \| 3e \| Piotr Wadecki \| Pologne \| Domo-Farm Frites \| + 25 s \| \| 4e \| Peter Luttenberger \| Autriche \| Tacconi Sport \| + 38 s \| \| 5e \| Nicolas Fritsch \| France \| La Française des jeux \| + 40 s \| \| 6e \| Pavel Tonkov \| Russie \| Lampre-Daikin \| + 1 min 04 s \| \| 7e \| Georg Totschnig \| Autriche \| Gerolsteiner \| + 1 min 52 s \| \| 8e \| Tadej Valjavec \| Slovénie \| Fassa Bortolo \| + 1 min 57 s \| \| 9e \| Giuseppe Di Grande \| Italie \| Index-Alexia Alluminio \| + 2 min 17 s \| \| 10e \| Alexandre Moos \| Suisse \| Phonak Hearing Systems \| + 3 min 54 s \| |                    |          |                        |                  |
| |                    |          |                        |                  |
| |                    |          |                        |                  |
| Classement général |                    |          |                        |                  |
| Coureur | Coureur            | Pays     | Équipe                 | Temps            |
| 1er | Alex Zülle         | Suisse   | Team Coast             | 26 h 29 min 18 s |
| 2e | Laurent Dufaux     | Suisse   | Alessio                | + 11 s           |
| 3e | Piotr Wadecki      | Pologne  | Domo-Farm Frites       | + 25 s           |
| 4e | Peter Luttenberger | Autriche | Tacconi Sport          | + 38 s           |
| 5e | Nicolas Fritsch    | France   | La Française des jeux  | + 40 s           |
| 6e | Pavel Tonkov       | Russie   | Lampre-Daikin          | + 1 min 04 s     |
| 7e | Georg Totschnig    | Autriche | Gerolsteiner           | + 1 min 52 s     |
| 8e | Tadej Valjavec     | Slovénie | Fassa Bortolo          | + 1 min 57 s     |
| 9e | Giuseppe Di Grande | Italie   | Index-Alexia Alluminio | + 2 min 17 s     |
| 10e | Alexandre Moos     | Suisse   | Phonak Hearing Systems | + 3 min 54 s     |

### 7eétape
| \| Classement de l'étape \| Classement de l'étape \| Classement de l'étape \| Classement de l'étape \| Classement de l'étape \| \| Coureur \| Coureur \| Pays \| Équipe \| Temps \| \| --------------------- \| --------------------- \| --------------------- \| ---------------------- \| --------------------- \| \| 1er \| Juan Manuel Gárate \| Espagne \| Lampre-Daikin \| 4 h 09 min 31 s \| \| 2e \| Enrico Cassani \| Italie \| Domo-Farm Frites \| + 0 s \| \| 3e \| Rolf Aldag \| Allemagne \| Telekom \| + 0 s \| \| 4e \| Leif Hoste \| Belgique \| Domo-Farm Frites \| + 0 s \| \| 5e \| Thierry Loder \| France \| AG2R Prévoyance \| + 0 s \| \| 6e \| Jörg Ludewig \| Allemagne \| Saeco-Longoni Sport \| + 0 s \| \| 7e \| Franck Pencolé \| France \| La Française des jeux \| + 0 s \| \| 8e \| Rubens Bertogliati \| Suisse \| Lampre-Daikin \| + 0 s \| \| 9e \| Alessandro Guerra \| Italie \| Index-Alexia Alluminio \| + 0 s \| \| 10e \| Jan Boven \| Pays-Bas \| Rabobank \| + 0 s \| |                    |           |                        |                 |
| |                    |           |                        |                 |
| |                    |           |                        |                 |
| Classement de l'étape |                    |           |                        |                 |
| Coureur | Coureur            | Pays      | Équipe                 | Temps           |
| 1er | Juan Manuel Gárate | Espagne   | Lampre-Daikin          | 4 h 09 min 31 s |
| 2e | Enrico Cassani     | Italie    | Domo-Farm Frites       | + 0 s           |
| 3e | Rolf Aldag         | Allemagne | Telekom                | + 0 s           |
| 4e | Leif Hoste         | Belgique  | Domo-Farm Frites       | + 0 s           |
| 5e | Thierry Loder      | France    | AG2R Prévoyance        | + 0 s           |
| 6e | Jörg Ludewig       | Allemagne | Saeco-Longoni Sport    | + 0 s           |
| 7e | Franck Pencolé     | France    | La Française des jeux  | + 0 s           |
| 8e | Rubens Bertogliati | Suisse    | Lampre-Daikin          | + 0 s           |
| 9e | Alessandro Guerra  | Italie    | Index-Alexia Alluminio | + 0 s           |
| 10e | Jan Boven          | Pays-Bas  | Rabobank               | + 0 s           |

| \| Classement général \| Classement général \| Classement général \| Classement général \| Classement général \| \| Coureur \| Coureur \| Pays \| Équipe \| Temps \| \| ------------------ \| ------------------ \| ------------------ \| ---------------------- \| ------------------ \| \| 1er \| Alex Zülle \| Suisse \| Team Coast \| 30 h 44 min 15 s \| \| 2e \| Laurent Dufaux \| Suisse \| Alessio \| + 11 s \| \| 3e \| Piotr Wadecki \| Pologne \| Domo-Farm Frites \| + 25 s \| \| 4e \| Peter Luttenberger \| Autriche \| Tacconi Sport \| + 38 s \| \| 5e \| Nicolas Fritsch \| France \| La Française des jeux \| + 40 s \| \| 6e \| Pavel Tonkov \| Russie \| Lampre-Daikin \| + 1 min 04 s \| \| 7e \| Georg Totschnig \| Autriche \| Gerolsteiner \| + 1 min 52 s \| \| 8e \| Tadej Valjavec \| Slovénie \| Fassa Bortolo \| + 1 min 57 s \| \| 9e \| Giuseppe Di Grande \| Italie \| Index-Alexia Alluminio \| + 2 min 17 s \| \| 10e \| Daniel Schnider \| Suisse \| Phonak Hearing Systems \| + 3 min 35 s \| |                    |          |                        |                  |
| |                    |          |                        |                  |
| |                    |          |                        |                  |
| Classement général |                    |          |                        |                  |
| Coureur | Coureur            | Pays     | Équipe                 | Temps            |
| 1er | Alex Zülle         | Suisse   | Team Coast             | 30 h 44 min 15 s |
| 2e | Laurent Dufaux     | Suisse   | Alessio                | + 11 s           |
| 3e | Piotr Wadecki      | Pologne  | Domo-Farm Frites       | + 25 s           |
| 4e | Peter Luttenberger | Autriche | Tacconi Sport          | + 38 s           |
| 5e | Nicolas Fritsch    | France   | La Française des jeux  | + 40 s           |
| 6e | Pavel Tonkov       | Russie   | Lampre-Daikin          | + 1 min 04 s     |
| 7e | Georg Totschnig    | Autriche | Gerolsteiner           | + 1 min 52 s     |
| 8e | Tadej Valjavec     | Slovénie | Fassa Bortolo          | + 1 min 57 s     |
| 9e | Giuseppe Di Grande | Italie   | Index-Alexia Alluminio | + 2 min 17 s     |
| 10e | Daniel Schnider    | Suisse   | Phonak Hearing Systems | + 3 min 35 s     |

### 8eétape
| \| Classement de l'étape \| Classement de l'étape \| Classement de l'étape \| Classement de l'étape \| Classement de l'étape \| \| Coureur \| Coureur \| Pays \| Équipe \| Temps \| \| --------------------- \| --------------------- \| --------------------- \| ---------------------- \| --------------------- \| \| 1er \| Erik Zabel \| Allemagne \| Telekom \| 5 h 45 min 53 s \| \| 2e \| Sven Teutenberg \| Allemagne \| Phonak Hearing Systems \| + 0 s \| \| 3e \| Andrej Hauptman \| Slovénie \| Tacconi Sport \| + 0 s \| \| 4e \| Jimmy Casper \| France \| La Française des jeux \| + 0 s \| \| 5e \| Stefano Casagranda \| Italie \| Alessio \| + 0 s \| \| 6e \| Fred Rodriguez \| États-Unis \| Domo-Farm Frites \| + 0 s \| \| 7e \| Marco Zanotti \| Italie \| Fassa Bortolo \| + 0 s \| \| 8e \| Markus Zberg \| Suisse \| Rabobank \| + 0 s \| \| 9e \| Christophe Agnolutto \| France \| AG2R Prévoyance \| + 0 s \| \| 10e \| Andy Flickinger \| France \| AG2R Prévoyance \| + 0 s \| |                      |            |                        |                 |
| |                      |            |                        |                 |
| |                      |            |                        |                 |
| Classement de l'étape |                      |            |                        |                 |
| Coureur | Coureur              | Pays       | Équipe                 | Temps           |
| 1er | Erik Zabel           | Allemagne  | Telekom                | 5 h 45 min 53 s |
| 2e | Sven Teutenberg      | Allemagne  | Phonak Hearing Systems | + 0 s           |
| 3e | Andrej Hauptman      | Slovénie   | Tacconi Sport          | + 0 s           |
| 4e | Jimmy Casper         | France     | La Française des jeux  | + 0 s           |
| 5e | Stefano Casagranda   | Italie     | Alessio                | + 0 s           |
| 6e | Fred Rodriguez       | États-Unis | Domo-Farm Frites       | + 0 s           |
| 7e | Marco Zanotti        | Italie     | Fassa Bortolo          | + 0 s           |
| 8e | Markus Zberg         | Suisse     | Rabobank               | + 0 s           |
| 9e | Christophe Agnolutto | France     | AG2R Prévoyance        | + 0 s           |
| 10e | Andy Flickinger      | France     | AG2R Prévoyance        | + 0 s           |

| \| Classement général \| Classement général \| Classement général \| Classement général \| Classement général \| \| Coureur \| Coureur \| Pays \| Équipe \| Temps \| \| ------------------ \| ------------------ \| ------------------ \| ---------------------- \| ------------------ \| \| 1er \| Alex Zülle \| Suisse \| Team Coast \| 8 h 43 min 34 s \| \| 2e \| Laurent Dufaux \| Suisse \| Alessio \| + 3 s \| \| 3e \| Piotr Wadecki \| Pologne \| Domo-Farm Frites \| + 19 s \| \| 4e \| Peter Luttenberger \| Autriche \| Tacconi Sport \| + 32 s \| \| 5e \| Nicolas Fritsch \| France \| La Française des jeux \| + 40 s \| \| 6e \| Pavel Tonkov \| Russie \| Lampre-Daikin \| + 1 min 04 s \| \| 7e \| Georg Totschnig \| Autriche \| Gerolsteiner \| + 1 min 46 s \| \| 8e \| Tadej Valjavec \| Slovénie \| Fassa Bortolo \| + 1 min 57 s \| \| 9e \| Giuseppe Di Grande \| Italie \| Index-Alexia Alluminio \| + 2 min 17 s \| \| 10e \| Daniel Schnider \| Suisse \| Phonak Hearing Systems \| + 3 min 35 s \| |                    |          |                        |                 |
| |                    |          |                        |                 |
| |                    |          |                        |                 |
| Classement général |                    |          |                        |                 |
| Coureur | Coureur            | Pays     | Équipe                 | Temps           |
| 1er | Alex Zülle         | Suisse   | Team Coast             | 8 h 43 min 34 s |
| 2e | Laurent Dufaux     | Suisse   | Alessio                | + 3 s           |
| 3e | Piotr Wadecki      | Pologne  | Domo-Farm Frites       | + 19 s          |
| 4e | Peter Luttenberger | Autriche | Tacconi Sport          | + 32 s          |
| 5e | Nicolas Fritsch    | France   | La Française des jeux  | + 40 s          |
| 6e | Pavel Tonkov       | Russie   | Lampre-Daikin          | + 1 min 04 s    |
| 7e | Georg Totschnig    | Autriche | Gerolsteiner           | + 1 min 46 s    |
| 8e | Tadej Valjavec     | Slovénie | Fassa Bortolo          | + 1 min 57 s    |
| 9e | Giuseppe Di Grande | Italie   | Index-Alexia Alluminio | + 2 min 17 s    |
| 10e | Daniel Schnider    | Suisse   | Phonak Hearing Systems | + 3 min 35 s    |

### 9eétape
| \| Classement de l'étape \| Classement de l'étape \| Classement de l'étape \| Classement de l'étape \| Classement de l'étape \| \| Coureur \| Coureur \| Pays \| Équipe \| Temps \| \| --------------------- \| --------------------- \| --------------------- \| ---------------------------- \| --------------------- \| \| 1er \| Tobias Steinhauser \| Allemagne \| Gerolsteiner \| 44 min 17 s \| \| 2e \| Bobby Julich \| États-Unis \| Telekom \| + 16 s \| \| 3e \| Alex Zülle \| Suisse \| Team Coast \| + 37 s \| \| 4e \| Kim Kirchen \| Luxembourg \| Fassa Bortolo \| + 40 s \| \| 5e \| Francesco Casagrande \| Italie \| Fassa Bortolo \| + 48 s \| \| 6e \| Beat Zberg \| Suisse \| Rabobank \| + 1 min 03 s \| \| 7e \| Ruslan Ivanov \| Moldavie \| Alessio \| + 1 min 04 s \| \| 8e \| Santos González \| Espagne \| Acqua & Sapone-Cantina Tollo \| + 1 min 04 s \| \| 9e \| Rubens Bertogliati \| Suisse \| Lampre-Daikin \| + 1 min 10 s \| \| 10e \| Georg Totschnig \| Autriche \| Gerolsteiner \| + 1 min 17 s \| |                      |            |                              |              |
| |                      |            |                              |              |
| |                      |            |                              |              |
| Classement de l'étape |                      |            |                              |              |
| Coureur | Coureur              | Pays       | Équipe                       | Temps        |
| 1er | Tobias Steinhauser   | Allemagne  | Gerolsteiner                 | 44 min 17 s  |
| 2e | Bobby Julich         | États-Unis | Telekom                      | + 16 s       |
| 3e | Alex Zülle           | Suisse     | Team Coast                   | + 37 s       |
| 4e | Kim Kirchen          | Luxembourg | Fassa Bortolo                | + 40 s       |
| 5e | Francesco Casagrande | Italie     | Fassa Bortolo                | + 48 s       |
| 6e | Beat Zberg           | Suisse     | Rabobank                     | + 1 min 03 s |
| 7e | Ruslan Ivanov        | Moldavie   | Alessio                      | + 1 min 04 s |
| 8e | Santos González      | Espagne    | Acqua & Sapone-Cantina Tollo | + 1 min 04 s |
| 9e | Rubens Bertogliati   | Suisse     | Lampre-Daikin                | + 1 min 10 s |
| 10e | Georg Totschnig      | Autriche   | Gerolsteiner                 | + 1 min 17 s |

## Classements finals

### Classement général
| \| Classement général \| Classement général \| Classement général \| Classement général \| Classement général \| \| Coureur \| Coureur \| Pays \| Équipe \| Temps \| \| ------------------ \| -------------------- \| ------------------ \| ---------------------- \| ------------------ \| \| 1er \| Alex Zülle \| Suisse \| Team Coast \| 37 h 15 min 09 s \| \| 2e \| Piotr Wadecki \| Pologne \| Domo-Farm Frites \| + 1 min 27 s \| \| 3e \| Nicolas Fritsch \| France \| La Française des jeux \| + 1 min 38 s \| \| 4e \| Laurent Dufaux \| Suisse \| Alessio \| + 2 min 07 s \| \| 5e \| Georg Totschnig \| Autriche \| Gerolsteiner \| + 2 min 26 s \| \| 6e \| Pavel Tonkov \| Russie \| Lampre-Daikin \| + 2 min 53 s \| \| 7e \| Peter Luttenberger \| Autriche \| Tacconi Sport \| + 3 min 11 s \| \| 8e \| Giuseppe Di Grande \| Italie \| Index-Alexia Alluminio \| + 4 min 06 s \| \| 9e \| Francesco Casagrande \| Italie \| Fassa Bortolo \| + 4 min 17 s \| \| 10e \| Tadej Valjavec \| Slovénie \| Fassa Bortolo \| + 4 min 19 s \| |                      |          |                        |                  |
| |                      |          |                        |                  |
| |                      |          |                        |                  |
| Classement général |                      |          |                        |                  |
| Coureur | Coureur              | Pays     | Équipe                 | Temps            |
| 1er | Alex Zülle           | Suisse   | Team Coast             | 37 h 15 min 09 s |
| 2e | Piotr Wadecki        | Pologne  | Domo-Farm Frites       | + 1 min 27 s     |
| 3e | Nicolas Fritsch      | France   | La Française des jeux  | + 1 min 38 s     |
| 4e | Laurent Dufaux       | Suisse   | Alessio                | + 2 min 07 s     |
| 5e | Georg Totschnig      | Autriche | Gerolsteiner           | + 2 min 26 s     |
| 6e | Pavel Tonkov         | Russie   | Lampre-Daikin          | + 2 min 53 s     |
| 7e | Peter Luttenberger   | Autriche | Tacconi Sport          | + 3 min 11 s     |
| 8e | Giuseppe Di Grande   | Italie   | Index-Alexia Alluminio | + 4 min 06 s     |
| 9e | Francesco Casagrande | Italie   | Fassa Bortolo          | + 4 min 17 s     |
| 10e | Tadej Valjavec       | Slovénie | Fassa Bortolo          | + 4 min 19 s     |

### Classements annexes
| Classement par points | Classement par points | Classement par points | Classement par points  | Classement par points |
| Coureur               | Coureur               | Pays                  | Équipe                 | Points                |
| --------------------- | --------------------- | --------------------- | ---------------------- | --------------------- |
| 1er                   | Erik Zabel            | Allemagne             | Telekom                | 63 pts                |
| 2e                    | Sven Teutenberg       | Allemagne             | Phonak Hearing Systems | 60 pts                |
| 3e                    | Alex Zülle            | Suisse                | Team Coast             | 51 pts                |
| 4e                    | Fred Rodriguez        | États-Unis            | Domo-Farm Frites       | 38 pts                |
| 5e                    | Francesco Casagrande  | Italie                | Fassa Bortolo          | 37 pts                |
| 6e                    | Alexandre Moos        | Suisse                | Phonak Hearing Systems | 37 pts                |
| 7e                    | Laurent Dufaux        | Suisse                | Alessio                | 33 pts                |
| 8e                    | Juan Manuel Gárate    | Espagne               | Lampre-Daikin          | 25 pts                |
| 9e                    | Piotr Wadecki         | Pologne               | Domo-Farm Frites       | 24 pts                |
| 10e                   | Markus Zberg          | Suisse                | Rabobank               | 24 pts                |

| Classement par points | Classement par points | Classement par points | Classement par points  | Classement par points |
| Coureur               | Coureur               | Pays                  | Équipe                 | Points                |
| --------------------- | --------------------- | --------------------- | ---------------------- | --------------------- |
| 1er                   | Erik Zabel            | Allemagne             | Telekom                | 63 pts                |
| 2e                    | Sven Teutenberg       | Allemagne             | Phonak Hearing Systems | 60 pts                |
| 3e                    | Alex Zülle            | Suisse                | Team Coast             | 51 pts                |
| 4e                    | Fred Rodriguez        | États-Unis            | Domo-Farm Frites       | 38 pts                |
| 5e                    | Francesco Casagrande  | Italie                | Fassa Bortolo          | 37 pts                |
| 6e                    | Alexandre Moos        | Suisse                | Phonak Hearing Systems | 37 pts                |
| 7e                    | Laurent Dufaux        | Suisse                | Alessio                | 33 pts                |
| 8e                    | Juan Manuel Gárate    | Espagne               | Lampre-Daikin          | 25 pts                |
| 9e                    | Piotr Wadecki         | Pologne               | Domo-Farm Frites       | 24 pts                |
| 10e                   | Markus Zberg          | Suisse                | Rabobank               | 24 pts                |

| Classement de la montagne | Classement de la montagne | Classement de la montagne | Classement de la montagne | Classement de la montagne |
| Coureur                   | Coureur                   | Pays                      | Équipe                    | Points                    |
| ------------------------- | ------------------------- | ------------------------- | ------------------------- | ------------------------- |
| 1er                       | Steve Zampieri            | Suisse                    | Tacconi Sport             | 69 pts                    |
| 2e                        | Juan Manuel Gárate        | Espagne                   | Lampre-Daikin             | 43 pts                    |
| 3e                        | Pavel Tonkov              | Russie                    | Lampre-Daikin             | 41 pts                    |
| 4e                        | Piotr Wadecki             | Pologne                   | Domo-Farm Frites          | 32 pts                    |
| 5e                        | Laurent Dufaux            | Suisse                    | Alessio                   | 31 pts                    |
| 6e                        | Reto Bergmann             | Suisse                    | Phonak Hearing Systems    | 28 pts                    |
| 7e                        | Patrick Calcagni          | Suisse                    | Tacconi Sport             | 27 pts                    |
| 8e                        | Alex Zülle                | Suisse                    | Team Coast                | 27 pts                    |
| 9e                        | Alexandre Moos            | Suisse                    | Phonak Hearing Systems    | 23 pts                    |
| 10e                       | Kim Kirchen               | Luxembourg                | Fassa Bortolo             | 21 pts                    |

| Classement de la montagne | Classement de la montagne | Classement de la montagne | Classement de la montagne | Classement de la montagne |
| Coureur                   | Coureur                   | Pays                      | Équipe                    | Points                    |
| ------------------------- | ------------------------- | ------------------------- | ------------------------- | ------------------------- |
| 1er                       | Steve Zampieri            | Suisse                    | Tacconi Sport             | 69 pts                    |
| 2e                        | Juan Manuel Gárate        | Espagne                   | Lampre-Daikin             | 43 pts                    |
| 3e                        | Pavel Tonkov              | Russie                    | Lampre-Daikin             | 41 pts                    |
| 4e                        | Piotr Wadecki             | Pologne                   | Domo-Farm Frites          | 32 pts                    |
| 5e                        | Laurent Dufaux            | Suisse                    | Alessio                   | 31 pts                    |
| 6e                        | Reto Bergmann             | Suisse                    | Phonak Hearing Systems    | 28 pts                    |
| 7e                        | Patrick Calcagni          | Suisse                    | Tacconi Sport             | 27 pts                    |
| 8e                        | Alex Zülle                | Suisse                    | Team Coast                | 27 pts                    |
| 9e                        | Alexandre Moos            | Suisse                    | Phonak Hearing Systems    | 23 pts                    |
| 10e                       | Kim Kirchen               | Luxembourg                | Fassa Bortolo             | 21 pts                    |

| Classement des sprints | Classement des sprints | Classement des sprints | Classement des sprints | Classement des sprints |
| Coureur                | Coureur                | Pays                   | Équipe                 | Points                 |
| ---------------------- | ---------------------- | ---------------------- | ---------------------- | ---------------------- |
| 1er                    | Gianluca Bortolami     | Italie                 | Tacconi Sport          | 28 pts                 |
| 2e                     | Martin Elmiger         | Suisse                 | Phonak Hearing Systems | 21 pts                 |
| 3e                     | Salvatore Commesso     | Italie                 | Saeco-Longoni Sport    | 18 pts                 |
| 4e                     | Francesco Casagrande   | Italie                 | Fassa Bortolo          | 13 pts                 |
| 5e                     | Gian Matteo Fagnini    | Italie                 | Telekom                | 6 pts                  |
| 6e                     | Alexandre Moos         | Suisse                 | Phonak Hearing Systems | 6 pts                  |
| 7e                     | Franck Pencolé         | France                 | La Française des jeux  | 6 pts                  |
| 8e                     | Léon van Bon           | Pays-Bas               | Domo-Farm Frites       | 6 pts                  |
| 9e                     | Enrico Cassani         | Italie                 | Domo-Farm Frites       | 4 pts                  |
| 10e                    | Laurent Dufaux         | Suisse                 | Alessio                | 3 pts                  |

| Classement des sprints | Classement des sprints | Classement des sprints | Classement des sprints | Classement des sprints |
| Coureur                | Coureur                | Pays                   | Équipe                 | Points                 |
| ---------------------- | ---------------------- | ---------------------- | ---------------------- | ---------------------- |
| 1er                    | Gianluca Bortolami     | Italie                 | Tacconi Sport          | 28 pts                 |
| 2e                     | Martin Elmiger         | Suisse                 | Phonak Hearing Systems | 21 pts                 |
| 3e                     | Salvatore Commesso     | Italie                 | Saeco-Longoni Sport    | 18 pts                 |
| 4e                     | Francesco Casagrande   | Italie                 | Fassa Bortolo          | 13 pts                 |
| 5e                     | Gian Matteo Fagnini    | Italie                 | Telekom                | 6 pts                  |
| 6e                     | Alexandre Moos         | Suisse                 | Phonak Hearing Systems | 6 pts                  |
| 7e                     | Franck Pencolé         | France                 | La Française des jeux  | 6 pts                  |
| 8e                     | Léon van Bon           | Pays-Bas               | Domo-Farm Frites       | 6 pts                  |
| 9e                     | Enrico Cassani         | Italie                 | Domo-Farm Frites       | 4 pts                  |
| 10e                    | Laurent Dufaux         | Suisse                 | Alessio                | 3 pts                  |

| Classement par équipes | Classement par équipes       | Classement par équipes | Classement par équipes |
| Équipe                 | Équipe                       | Pays                   | Temps                  |
| ---------------------- | ---------------------------- | ---------------------- | ---------------------- |
| 1re                    | Phonak Hearing Systems       | Suisse                 | 111 h 47 min 47 s      |
| 2e                     | Fassa Bortolo                | Italie                 | + 24 min 29 s          |
| 3e                     | Tacconi Sport                | Italie                 | + 30 min 25 s          |
| 4e                     | Saint-Quentin-Oktos          | France                 | + 33 min 04 s          |
| 5e                     | Telekom                      | Allemagne              | + 36 min 51 s          |
| 6e                     | Acqua & Sapone-Cantina Tollo | Italie                 | + 47 min 08 s          |
| 7e                     | Mapei-Quick Step             | Italie                 | + 51 min 55 s          |
| 8e                     | Rabobank                     | Pays-Bas               | + 57 min 13 s          |
| 9e                     | Gerolsteiner                 | Allemagne              | + 57 min 49 s          |
| 10e                    | Lampre-Daikin                | Italie                 | + 1 h 05 min 19 s      |

| Classement par équipes | Classement par équipes       | Classement par équipes | Classement par équipes |
| Équipe                 | Équipe                       | Pays                   | Temps                  |
| ---------------------- | ---------------------------- | ---------------------- | ---------------------- |
| 1re                    | Phonak Hearing Systems       | Suisse                 | 111 h 47 min 47 s      |
| 2e                     | Fassa Bortolo                | Italie                 | + 24 min 29 s          |
| 3e                     | Tacconi Sport                | Italie                 | + 30 min 25 s          |
| 4e                     | Saint-Quentin-Oktos          | France                 | + 33 min 04 s          |
| 5e                     | Telekom                      | Allemagne              | + 36 min 51 s          |
| 6e                     | Acqua & Sapone-Cantina Tollo | Italie                 | + 47 min 08 s          |
| 7e                     | Mapei-Quick Step             | Italie                 | + 51 min 55 s          |
| 8e                     | Rabobank                     | Pays-Bas               | + 57 min 13 s          |
| 9e                     | Gerolsteiner                 | Allemagne              | + 57 min 49 s          |
| 10e                    | Lampre-Daikin                | Italie                 | + 1 h 05 min 19 s      |

## Évolution des classements
| Étape              | Vainqueur            | Classement général | Classement par points | Grand Prix de la montagne | Classement des sprints | Classement par équipes |
| ------------------ | -------------------- | ------------------ | --------------------- | ------------------------- | ---------------------- | ---------------------- |
| Prologue           | Alex Zülle           | Alex Zülle         | Alex Zülle            | ??                        | ??                     | Gerolsteiner           |
| 1                  | Eddy Lembo           | Eddy Lembo         | Eddy Lembo            | Franck Pencolé            | Eddy Lembo             | Saint-Quentin-Oktos    |
| 2                  | Erik Zabel           | Eddy Lembo         | Sven Teutenberg       | Gianluca Bortolami        | Gianluca Bortolami     | Saint-Quentin-Oktos    |
| 3                  | Alexandre Vinokourov | Alex Zülle         | Sven Teutenberg       | Steve Zampieri            | Gianluca Bortolami     | Saint-Quentin-Oktos    |
| 4                  | Léon van Bon         | Alex Zülle         | Sven Teutenberg       | Steve Zampieri            | Gianluca Bortolami     | Phonak Hearing Systems |
| 5                  | Francesco Casagrande | Alex Zülle         | Sven Teutenberg       | Steve Zampieri            | Francesco Casagrande   | Phonak Hearing Systems |
| 6                  | Alexandre Moos       | Alex Zülle         | Alex Zülle            | Steve Zampieri            | Gianluca Bortolami     | Phonak Hearing Systems |
| 7                  | Juan Manuel Garate   | Alex Zülle         | Alex Zülle            | Steve Zampieri            | Gianluca Bortolami     | Phonak Hearing Systems |
| 8                  | Erik Zabel           | Alex Zülle         | Erik Zabel            | Steve Zampieri            | Gianluca Bortolami     | Phonak Hearing Systems |
| 9                  | Tobias Steinhauser   | Alex Zülle         | Erik Zabel            | Steve Zampieri            | Gianluca Bortolami     | Phonak Hearing Systems |
| Classements finals | Classements finals   | Alex Zülle         | Erik Zabel            | Steve Zampieri            | Gianluca Bortomali     | Phonak Hearing Systems |

## Liste des participants
| Fassa Bortolo FAS                   | Fassa Bortolo FAS          | Fassa Bortolo FAS |
| ----------------------------------- | -------------------------- | ----------------- |
| Num                                 | Coureur                    | Pos               |
| 1                                   | Francesco Casagrande (ITA) |                   |
| 2                                   | Ivan Basso (ITA)           |                   |
| 3                                   | Sergueï Ivanov (RUS)       |                   |
| 4                                   | Kim Kirchen (LUX)          |                   |
| 5                                   | Oscar Pozzi (ITA)          |                   |
| 6                                   | Tadej Valjavec (SLO)       |                   |
| 7                                   | Marco Zanotti (ITA)        |                   |
| Directeur sportif : Stefano Zanatta |                            |                   |

| Telekom TEL | Telekom TEL                | Telekom TEL |
| ----------- | -------------------------- | ----------- |
| Num         | Coureur                    | Pos         |
| 11          | Erik Zabel (GER)           |             |
| 12          | Alexandre Vinokourov (KAZ) |             |
| 13          | Gian Matteo Fagnini (ITA)  |             |
| 14          | Rolf Aldag (GER)           |             |
| 15          | Bobby Julich (USA)         |             |
| 16          | Kevin Livingston (USA)     |             |
| 17          | Giuseppe Guerini (ITA)     |             |
| 18          | Steffen Wesemann (GER)     |             |

| Rabobank RAB | Rabobank RAB            | Rabobank RAB |
| ------------ | ----------------------- | ------------ |
| Num          | Coureur                 | Pos          |
| 21           | Beat Zberg (SUI)        |              |
| 22           | Markus Zberg (SUI)      |              |
| 23           | Jan Boven (NED)         |              |
| 24           | Marcel Duijn (NED)      |              |
| 25           | Karsten Kroon (NED)     |              |
| 26           | Geert Verheyen (BEL)    |              |
| 27           | Thorwald Veneberg (NED) |              |
| 28           | Marc Wauters (BEL)      |              |

| Mapei-Quick Step MAP | Mapei-Quick Step MAP    | Mapei-Quick Step MAP |
| -------------------- | ----------------------- | -------------------- |
| Num                  | Coureur                 | Pos                  |
| 31                   | Daniele Nardello (ITA)  |                      |
| 32                   | Andrea Noè (ITA)        |                      |
| 33                   | Elio Aggiano (ITA)      |                      |
| 34                   | Robert Hunter (RSA)     |                      |
| 35                   | Kevin Hulsmans (BEL)    |                      |
| 36                   | Miguel Martinez (FRA)   |                      |
| 37                   | Gerhard Trampusch (AUT) |                      |
| 38                   | Charles Wegelius (GBR)  |                      |

| Domo-Farm Frites DOM | Domo-Farm Frites DOM      | Domo-Farm Frites DOM |
| -------------------- | ------------------------- | -------------------- |
| Num                  | Coureur                   | Pos                  |
| 41                   | Johan Museeuw (BEL)       |                      |
| 42                   | Enrico Cassani (ITA)      |                      |
| 43                   | Leif Hoste (BEL)          |                      |
| 44                   | Jans Koerts (NED)         |                      |
| 45                   | Fred Rodriguez (USA)      |                      |
| 46                   | Sven Vanthourenhout (BEL) |                      |
| 47                   | Léon van Bon (NED)        |                      |
| 48                   | Piotr Wadecki (POL)       |                      |

| Lampre-Daikin LAM | Lampre-Daikin LAM         | Lampre-Daikin LAM |
| ----------------- | ------------------------- | ----------------- |
| Num               | Coureur                   | Pos               |
| 51                | Pavel Tonkov (RUS)        |                   |
| 52                | Rubens Bertogliati (SUI)  |                   |
| 53                | Raivis Belohvoščiks (LAT) |                   |
| 54                | Johan Verstrepen (BEL)    |                   |
| 55                | Juan Manuel Gárate (ESP)  |                   |
| 56                | Gabriele Missaglia (ITA)  |                   |
| 57                | Luciano Pagliarini (BRA)  |                   |
| 58                | Mariano Piccoli (ITA)     |                   |

| Tacconi Sport ___ | Tacconi Sport ___        | Tacconi Sport ___ |
| ----------------- | ------------------------ | ----------------- |
| Num               | Coureur                  | Pos               |
| 61                | Gianluca Bortolami (ITA) |                   |
| 62                | Dmitri Gaynitdinov (RUS) |                   |
| 63                | Peter Luttenberger (AUT) |                   |
| 64                | Steve Zampieri (SUI)     |                   |
| 65                | Andrej Hauptman (SLO)    |                   |
| 66                | Patrick Calcagni (SUI)   |                   |
| 67                | Massimo Donati (ITA)     |                   |
| 68                | Pietro Zucconi (SUI)     |                   |

| Saeco-Longoni Sport SAE | Saeco-Longoni Sport SAE      | Saeco-Longoni Sport SAE |
| ----------------------- | ---------------------------- | ----------------------- |
| Num                     | Coureur                      | Pos                     |
| 71                      | Danilo Di Luca (ITA)         |                         |
| 72                      | Mirko Celestino (ITA)        |                         |
| 73                      | Salvatore Commesso (ITA)     |                         |
| 74                      | Juan Fuentes (ESP)           |                         |
| 75                      | Jörg Ludewig (GER)           |                         |
| 76                      | Marius Sabaliauskas (LTU)    |                         |
| 77                      | Fabio Sacchi (ITA)           |                         |
| 78                      | Alessandro Spezialetti (ITA) |                         |

| Team Coast COA | Team Coast COA       | Team Coast COA |
| -------------- | -------------------- | -------------- |
| Num            | Coureur              | Pos            |
| 81             | Alex Zülle (SUI)     |                |
| 82             | Niki Aebersold (SUI) |                |
| 83             | Anton Chantyr (RUS)  |                |
| 84             | Bekim Christensen    |                |
| 85             | Mauro Gianetti (SUI) |                |
| 86             | Sascha Henrix (GER)  |                |
| 87             | Rolf Huser (SUI)     |                |
| 88             | André Korff (GER)    |                |

| Alessio ALS | Alessio ALS              | Alessio ALS |
| ----------- | ------------------------ | ----------- |
| Num         | Coureur                  | Pos         |
| 91          | Laurent Dufaux (SUI)     |             |
| 92          | Ruslan Ivanov (MDA)      |             |
| 93          | Davide Casarotto (ITA)   |             |
| 94          | Raffaele Ferrara (ITA)   |             |
| 95          | Martin Hvastija (SLO)    |             |
| 96          | Dario Pieri (ITA)        |             |
| 97          | Alexandr Shefer (KAZ)    |             |
| 98          | Stefano Casagranda (ITA) |             |

| AG2R Prévoyance A2R | AG2R Prévoyance A2R        | AG2R Prévoyance A2R |
| ------------------- | -------------------------- | ------------------- |
| Num                 | Coureur                    | Pos                 |
| 101                 | Jaan Kirsipuu (EST)        |                     |
| 102                 | Christophe Agnolutto (FRA) |                     |
| 103                 | Linas Balčiūnas (LTU)      |                     |
| 104                 | Ludovic Capelle (BEL)      |                     |
| 105                 | Andy Flickinger (FRA)      |                     |
| 106                 | Artūras Kasputis (LTU)     |                     |
| 107                 | Thierry Loder (FRA)        |                     |
| 108                 | Innar Mändoja (EST)        |                     |

| Acqua & Sapone-Cantina Tollo ACQ | Acqua & Sapone-Cantina Tollo ACQ     | Acqua & Sapone-Cantina Tollo ACQ |
| -------------------------------- | ------------------------------------ | -------------------------------- |
| Num                              | Coureur                              | Pos                              |
| 111                              | Santos González (ESP)                |                                  |
| 112                              | Miguel Ángel Martín Perdiguero (ESP) |                                  |
| 113                              | Daniele Bennati (ITA)                |                                  |
| 114                              | Massimo Giunti (ITA)                 |                                  |
| 115                              | Rubén Lobato (ESP)                   |                                  |
| 116                              | Kyrylo Pospyeyev (UKR)               |                                  |
| 117                              | Agustín Peña (ESP)                   |                                  |
| 118                              | Federico Giabbecucci (ITA)           |                                  |

| La Française des jeux FDJ | La Française des jeux FDJ | La Française des jeux FDJ |
| ------------------------- | ------------------------- | ------------------------- |
| Num                       | Coureur                   | Pos                       |
| 121                       | Jean-Patrick Nazon (FRA)  |                           |
| 122                       | Christophe Mengin (FRA)   |                           |
| 123                       | Jimmy Casper (FRA)        |                           |
| 124                       | Carlos Da Cruz (FRA)      |                           |
| 125                       | Nicolas Fritsch (FRA)     |                           |
| 126                       | Franck Pencolé (FRA)      |                           |
| 127                       | Franck Perque (FRA)       |                           |
| 128                       | Matthew Wilson (AUS)      |                           |

| Gerolsteiner GST | Gerolsteiner GST         | Gerolsteiner GST |
| ---------------- | ------------------------ | ---------------- |
| Num              | Coureur                  | Pos              |
| 131              | Davide Rebellin (ITA)    |                  |
| 132              | Saulius Ruškys (LTU)     |                  |
| 133              | Tobias Steinhauser (GER) |                  |
| 134              | Georg Totschnig (AUT)    |                  |
| 135              | Gianni Faresin (ITA)     |                  |
| 136              | Uwe Peschel (GER)        |                  |
| 137              | Ronny Scholz (GER)       |                  |
| 138              | Olaf Pollack (GER)       |                  |

| Phonak Hearing Systems PHO | Phonak Hearing Systems PHO | Phonak Hearing Systems PHO |
| -------------------------- | -------------------------- | -------------------------- |
| Num                        | Coureur                    | Pos                        |
| 141                        | Alexandre Moos (SUI)       |                            |
| 142                        | Reto Bergmann (SUI)        |                            |
| 143                        | Roger Beuchat (SUI)        |                            |
| 144                        | Christian Charrière (SUI)  |                            |
| 145                        | Martin Elmiger (SUI)       |                            |
| 146                        | Marco Fertonani (ITA)      |                            |
| 147                        | Daniel Schnider (SUI)      |                            |
| 148                        | Sven Teutenberg (GER)      |                            |

| Index-Alexia Alluminio INA | Index-Alexia Alluminio INA | Index-Alexia Alluminio INA |
| -------------------------- | -------------------------- | -------------------------- |
| Num                        | Coureur                    | Pos                        |
| 151                        | Paolo Savoldelli (ITA)     |                            |
| 152                        | Ivan Quaranta (ITA)        |                            |
| 153                        | Bo Hamburger (DEN)         |                            |
| 154                        | Paolo Lanfranchi (ITA)     |                            |
| 155                        | Giuseppe Di Grande (ITA)   |                            |
| 156                        | Gianluca Valoti (ITA)      |                            |
| 157                        | Paolo Valoti (ITA)         |                            |
| 158                        | Alessandro Guerra (ITA)    |                            |

| Saint-Quentin-Oktos ___ | Saint-Quentin-Oktos ___  | Saint-Quentin-Oktos ___ |
| ----------------------- | ------------------------ | ----------------------- |
| Num                     | Coureur                  | Pos                     |
| 161                     | Vincent Bader (SUI)      |                         |
| 162                     | Pierre Bourquenoud (SUI) |                         |
| 163                     | Eddy Lembo (FRA)         |                         |
| 164                     | Frédéric Gabriel (FRA)   |                         |
| 165                     | Jean Nuttli (SUI)        |                         |
| 166                     | Laurent Paumier (FRA)    |                         |
| 167                     | Roman Peter (SUI)        |                         |
| 168                     | Christophe Rinero (FRA)  |                         |

| Fassa Bortolo FAS                   | Fassa Bortolo FAS          | Fassa Bortolo FAS |
| ----------------------------------- | -------------------------- | ----------------- |
| Num                                 | Coureur                    | Pos               |
| 1                                   | Francesco Casagrande (ITA) |                   |
| 2                                   | Ivan Basso (ITA)           |                   |
| 3                                   | Sergueï Ivanov (RUS)       |                   |
| 4                                   | Kim Kirchen (LUX)          |                   |
| 5                                   | Oscar Pozzi (ITA)          |                   |
| 6                                   | Tadej Valjavec (SLO)       |                   |
| 7                                   | Marco Zanotti (ITA)        |                   |
| Directeur sportif : Stefano Zanatta |                            |                   |

| Telekom TEL | Telekom TEL                | Telekom TEL |
| ----------- | -------------------------- | ----------- |
| Num         | Coureur                    | Pos         |
| 11          | Erik Zabel (GER)           |             |
| 12          | Alexandre Vinokourov (KAZ) |             |
| 13          | Gian Matteo Fagnini (ITA)  |             |
| 14          | Rolf Aldag (GER)           |             |
| 15          | Bobby Julich (USA)         |             |
| 16          | Kevin Livingston (USA)     |             |
| 17          | Giuseppe Guerini (ITA)     |             |
| 18          | Steffen Wesemann (GER)     |             |

| Rabobank RAB | Rabobank RAB            | Rabobank RAB |
| ------------ | ----------------------- | ------------ |
| Num          | Coureur                 | Pos          |
| 21           | Beat Zberg (SUI)        |              |
| 22           | Markus Zberg (SUI)      |              |
| 23           | Jan Boven (NED)         |              |
| 24           | Marcel Duijn (NED)      |              |
| 25           | Karsten Kroon (NED)     |              |
| 26           | Geert Verheyen (BEL)    |              |
| 27           | Thorwald Veneberg (NED) |              |
| 28           | Marc Wauters (BEL)      |              |

| Mapei-Quick Step MAP | Mapei-Quick Step MAP    | Mapei-Quick Step MAP |
| -------------------- | ----------------------- | -------------------- |
| Num                  | Coureur                 | Pos                  |
| 31                   | Daniele Nardello (ITA)  |                      |
| 32                   | Andrea Noè (ITA)        |                      |
| 33                   | Elio Aggiano (ITA)      |                      |
| 34                   | Robert Hunter (RSA)     |                      |
| 35                   | Kevin Hulsmans (BEL)    |                      |
| 36                   | Miguel Martinez (FRA)   |                      |
| 37                   | Gerhard Trampusch (AUT) |                      |
| 38                   | Charles Wegelius (GBR)  |                      |

| Domo-Farm Frites DOM | Domo-Farm Frites DOM      | Domo-Farm Frites DOM |
| -------------------- | ------------------------- | -------------------- |
| Num                  | Coureur                   | Pos                  |
| 41                   | Johan Museeuw (BEL)       |                      |
| 42                   | Enrico Cassani (ITA)      |                      |
| 43                   | Leif Hoste (BEL)          |                      |
| 44                   | Jans Koerts (NED)         |                      |
| 45                   | Fred Rodriguez (USA)      |                      |
| 46                   | Sven Vanthourenhout (BEL) |                      |
| 47                   | Léon van Bon (NED)        |                      |
| 48                   | Piotr Wadecki (POL)       |                      |

| Lampre-Daikin LAM | Lampre-Daikin LAM         | Lampre-Daikin LAM |
| ----------------- | ------------------------- | ----------------- |
| Num               | Coureur                   | Pos               |
| 51                | Pavel Tonkov (RUS)        |                   |
| 52                | Rubens Bertogliati (SUI)  |                   |
| 53                | Raivis Belohvoščiks (LAT) |                   |
| 54                | Johan Verstrepen (BEL)    |                   |
| 55                | Juan Manuel Gárate (ESP)  |                   |
| 56                | Gabriele Missaglia (ITA)  |                   |
| 57                | Luciano Pagliarini (BRA)  |                   |
| 58                | Mariano Piccoli (ITA)     |                   |

| Tacconi Sport ___ | Tacconi Sport ___        | Tacconi Sport ___ |
| ----------------- | ------------------------ | ----------------- |
| Num               | Coureur                  | Pos               |
| 61                | Gianluca Bortolami (ITA) |                   |
| 62                | Dmitri Gaynitdinov (RUS) |                   |
| 63                | Peter Luttenberger (AUT) |                   |
| 64                | Steve Zampieri (SUI)     |                   |
| 65                | Andrej Hauptman (SLO)    |                   |
| 66                | Patrick Calcagni (SUI)   |                   |
| 67                | Massimo Donati (ITA)     |                   |
| 68                | Pietro Zucconi (SUI)     |                   |

| Saeco-Longoni Sport SAE | Saeco-Longoni Sport SAE      | Saeco-Longoni Sport SAE |
| ----------------------- | ---------------------------- | ----------------------- |
| Num                     | Coureur                      | Pos                     |
| 71                      | Danilo Di Luca (ITA)         |                         |
| 72                      | Mirko Celestino (ITA)        |                         |
| 73                      | Salvatore Commesso (ITA)     |                         |
| 74                      | Juan Fuentes (ESP)           |                         |
| 75                      | Jörg Ludewig (GER)           |                         |
| 76                      | Marius Sabaliauskas (LTU)    |                         |
| 77                      | Fabio Sacchi (ITA)           |                         |
| 78                      | Alessandro Spezialetti (ITA) |                         |

| Team Coast COA | Team Coast COA       | Team Coast COA |
| -------------- | -------------------- | -------------- |
| Num            | Coureur              | Pos            |
| 81             | Alex Zülle (SUI)     |                |
| 82             | Niki Aebersold (SUI) |                |
| 83             | Anton Chantyr (RUS)  |                |
| 84             | Bekim Christensen    |                |
| 85             | Mauro Gianetti (SUI) |                |
| 86             | Sascha Henrix (GER)  |                |
| 87             | Rolf Huser (SUI)     |                |
| 88             | André Korff (GER)    |                |

| Alessio ALS | Alessio ALS              | Alessio ALS |
| ----------- | ------------------------ | ----------- |
| Num         | Coureur                  | Pos         |
| 91          | Laurent Dufaux (SUI)     |             |
| 92          | Ruslan Ivanov (MDA)      |             |
| 93          | Davide Casarotto (ITA)   |             |
| 94          | Raffaele Ferrara (ITA)   |             |
| 95          | Martin Hvastija (SLO)    |             |
| 96          | Dario Pieri (ITA)        |             |
| 97          | Alexandr Shefer (KAZ)    |             |
| 98          | Stefano Casagranda (ITA) |             |

| AG2R Prévoyance A2R | AG2R Prévoyance A2R        | AG2R Prévoyance A2R |
| ------------------- | -------------------------- | ------------------- |
| Num                 | Coureur                    | Pos                 |
| 101                 | Jaan Kirsipuu (EST)        |                     |
| 102                 | Christophe Agnolutto (FRA) |                     |
| 103                 | Linas Balčiūnas (LTU)      |                     |
| 104                 | Ludovic Capelle (BEL)      |                     |
| 105                 | Andy Flickinger (FRA)      |                     |
| 106                 | Artūras Kasputis (LTU)     |                     |
| 107                 | Thierry Loder (FRA)        |                     |
| 108                 | Innar Mändoja (EST)        |                     |

| Acqua & Sapone-Cantina Tollo ACQ | Acqua & Sapone-Cantina Tollo ACQ     | Acqua & Sapone-Cantina Tollo ACQ |
| -------------------------------- | ------------------------------------ | -------------------------------- |
| Num                              | Coureur                              | Pos                              |
| 111                              | Santos González (ESP)                |                                  |
| 112                              | Miguel Ángel Martín Perdiguero (ESP) |                                  |
| 113                              | Daniele Bennati (ITA)                |                                  |
| 114                              | Massimo Giunti (ITA)                 |                                  |
| 115                              | Rubén Lobato (ESP)                   |                                  |
| 116                              | Kyrylo Pospyeyev (UKR)               |                                  |
| 117                              | Agustín Peña (ESP)                   |                                  |
| 118                              | Federico Giabbecucci (ITA)           |                                  |

| La Française des jeux FDJ | La Française des jeux FDJ | La Française des jeux FDJ |
| ------------------------- | ------------------------- | ------------------------- |
| Num                       | Coureur                   | Pos                       |
| 121                       | Jean-Patrick Nazon (FRA)  |                           |
| 122                       | Christophe Mengin (FRA)   |                           |
| 123                       | Jimmy Casper (FRA)        |                           |
| 124                       | Carlos Da Cruz (FRA)      |                           |
| 125                       | Nicolas Fritsch (FRA)     |                           |
| 126                       | Franck Pencolé (FRA)      |                           |
| 127                       | Franck Perque (FRA)       |                           |
| 128                       | Matthew Wilson (AUS)      |                           |

| Gerolsteiner GST | Gerolsteiner GST         | Gerolsteiner GST |
| ---------------- | ------------------------ | ---------------- |
| Num              | Coureur                  | Pos              |
| 131              | Davide Rebellin (ITA)    |                  |
| 132              | Saulius Ruškys (LTU)     |                  |
| 133              | Tobias Steinhauser (GER) |                  |
| 134              | Georg Totschnig (AUT)    |                  |
| 135              | Gianni Faresin (ITA)     |                  |
| 136              | Uwe Peschel (GER)        |                  |
| 137              | Ronny Scholz (GER)       |                  |
| 138              | Olaf Pollack (GER)       |                  |

| Phonak Hearing Systems PHO | Phonak Hearing Systems PHO | Phonak Hearing Systems PHO |
| -------------------------- | -------------------------- | -------------------------- |
| Num                        | Coureur                    | Pos                        |
| 141                        | Alexandre Moos (SUI)       |                            |
| 142                        | Reto Bergmann (SUI)        |                            |
| 143                        | Roger Beuchat (SUI)        |                            |
| 144                        | Christian Charrière (SUI)  |                            |
| 145                        | Martin Elmiger (SUI)       |                            |
| 146                        | Marco Fertonani (ITA)      |                            |
| 147                        | Daniel Schnider (SUI)      |                            |
| 148                        | Sven Teutenberg (GER)      |                            |

| Index-Alexia Alluminio INA | Index-Alexia Alluminio INA | Index-Alexia Alluminio INA |
| -------------------------- | -------------------------- | -------------------------- |
| Num                        | Coureur                    | Pos                        |
| 151                        | Paolo Savoldelli (ITA)     |                            |
| 152                        | Ivan Quaranta (ITA)        |                            |
| 153                        | Bo Hamburger (DEN)         |                            |
| 154                        | Paolo Lanfranchi (ITA)     |                            |
| 155                        | Giuseppe Di Grande (ITA)   |                            |
| 156                        | Gianluca Valoti (ITA)      |                            |
| 157                        | Paolo Valoti (ITA)         |                            |
| 158                        | Alessandro Guerra (ITA)    |                            |

| Saint-Quentin-Oktos ___ | Saint-Quentin-Oktos ___  | Saint-Quentin-Oktos ___ |
| ----------------------- | ------------------------ | ----------------------- |
| Num                     | Coureur                  | Pos                     |
| 161                     | Vincent Bader (SUI)      |                         |
| 162                     | Pierre Bourquenoud (SUI) |                         |
| 163                     | Eddy Lembo (FRA)         |                         |
| 164                     | Frédéric Gabriel (FRA)   |                         |
| 165                     | Jean Nuttli (SUI)        |                         |
| 166                     | Laurent Paumier (FRA)    |                         |
| 167                     | Roman Peter (SUI)        |                         |
| 168                     | Christophe Rinero (FRA)  |                         |